# NK Matija Gubec Gornja Stubica
NK Matija Gubec je nogometni klub iz mjesta Gornja Stubica.
Trenutačno se natječe se u 1. ŽNL Krapinsko-zagorskoj.

## Vanjske poveznice
- NK Matija Gubec  Arhivirana inačica izvorne stranice od 2. kolovoza 2016. (Wayback Machine) na gornjastubica.hr